# Tarator

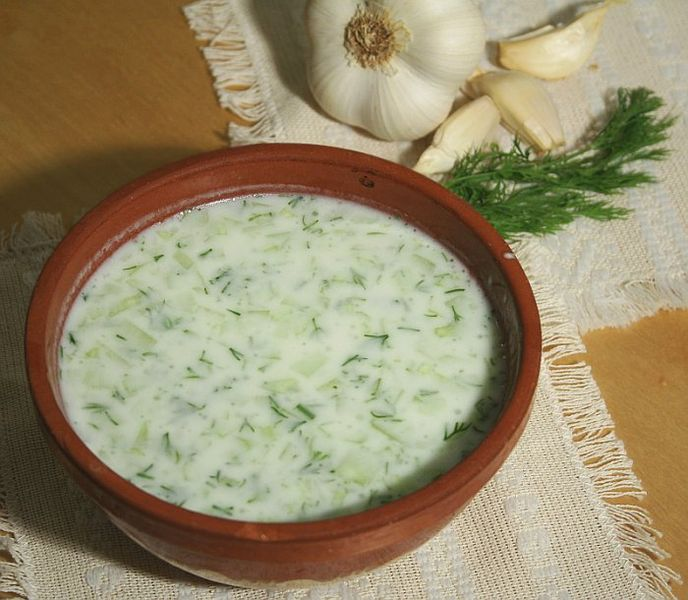
Klasyczny tarator z ogórkami

Tarator ogórkowy (bułg. таратор [tara’tor] с краставици) – rodzaj zupy-chłodnika; danie charakterystyczne dla kuchni bułgarskiej.

## Charakterystyka
Tarator przygotowuje się z jogurtu, wody, zsiadłego mleka, utartego lub posiekanego świeżego ogórka, oleju słonecznikowego (lub oliwy), posiekanego kopru oraz roztartego czosnku z odrobiną soli. W przypadku nie dość kwaśnego (skisłego) mleka dodawany jest ocet winny. Oziębiony tarator posypuje się zmielonymi orzechami. Zamiast nich można dodać dwa ugotowane na twardo i pokrajane jajka. Tarator podaje się chłodny, najczęściej jako przystawkę.
Istnieje również wariant chłodnika bez zsiadłego mleka – jedynie z octem i wodą, bądź tylko ze zsiadłego mleka, bez octu i wody. Przygotowanie dania polega wtedy jedynie na zmieszaniu składników i zmiksowaniu.